# RSBN
RSBN  (russisch радиотехническая система ближней навигации, radiotechnitscheskaja sistema blischnej nawigazii) ist ein russisches ziviles wie militärisches Funknavigationssystem ähnlich dem VOR/DME, mit einer Reichweite von etwa 80 bis 400 Kilometern. RSBN/PRMG steht für den Vollausbau des Systems und der Kombination des RSBN mit der dazugehörigen Anflug- und teilautomatisierten Landeanlage PRMR.

## Komponenten: RSBN Drehfunkfeuer, Distanzmesser / PRMG Anflug- und Landeanlage
In kompletter Ausstattung besteht es aus Drehfunkfeuer, Distanzmesser (bodenseitige und luftfahrzeugseitige Retranslatoren) RSBN und einer zugehörigen Anflug- und teilautomatisierten Landeanlage PRMG (russisch приводная радиомаячная группа, priwodnaja radiomajatschnaja gruppa), die im Wesentlichen wie das ILS funktioniert, jedoch wesentlich genauer ist. Mit dem RSBN-System wird die Position des Luftfahrzeuges nach Richtung und Entfernung in Bezug auf das Drehfunkfeuer bestimmt, während das PRMG-System den Landeanflug ab ca. 80 km vor dem Aufsetzpunkt und die Landung selbst automatisiert bis zur sogenannten Entscheidungshöhe von ca. 30 m über Grund übernimmt. Ab diesem Punkt erfolgt das Landen manuell durch den Piloten.

## Funktechnisches Prinzip der Richtungsbestimmung

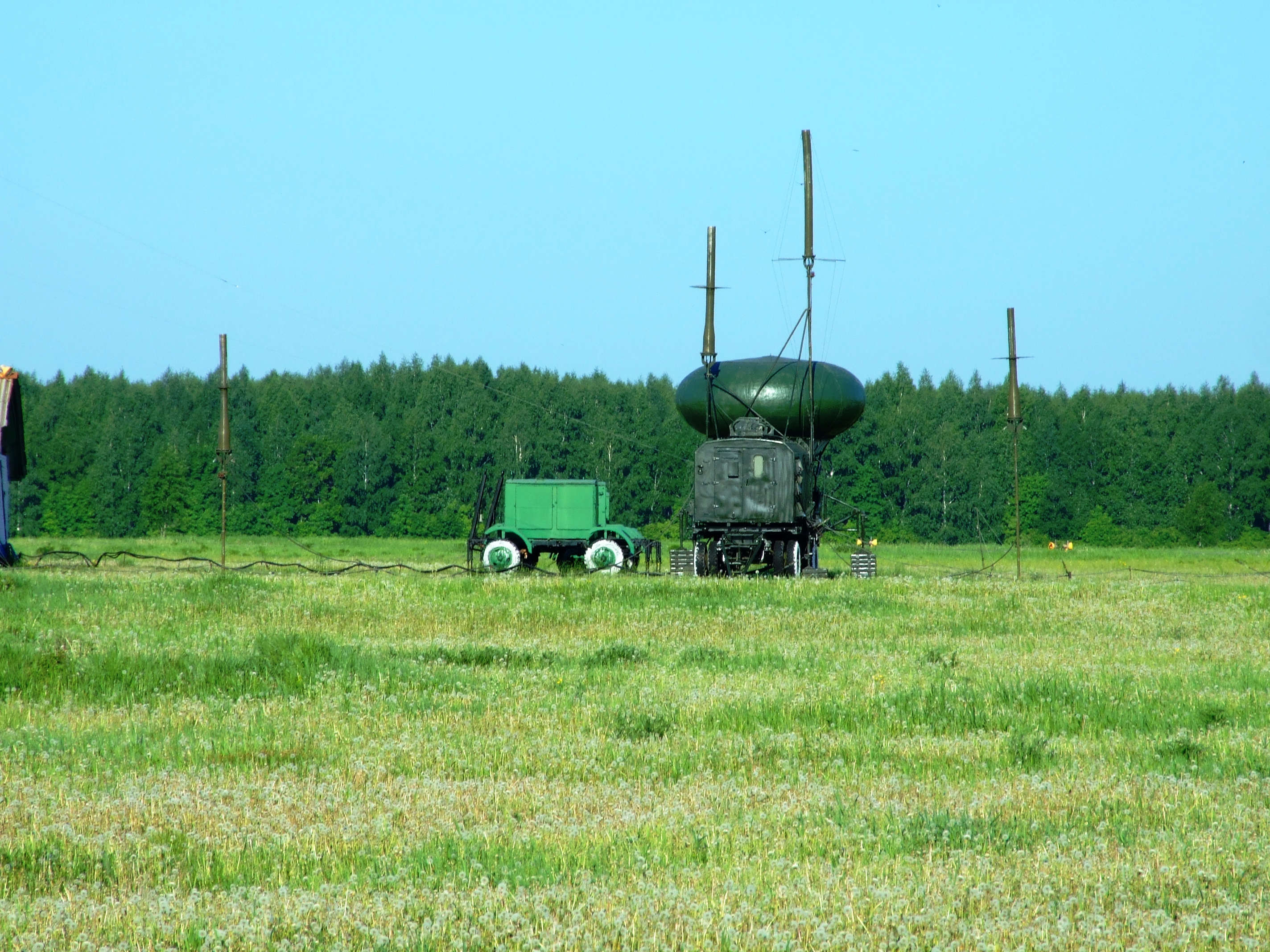
Die Antennenanlage RSBN-4N-Radar mit der rotierenden Antenne unter der „Kapsel“

Ähnlich einem VOR-Funkfeuer mit drehender Radialabstrahlung, besteht es aus einem rotierenden Signal und einem ungerichteten Signal. Es sendet ein mit 100/min rotierendes doppel-keulenförmiges Signal und in 2 Impulsfolgen ungerichtete Bezugsignale (alle 10 Grad je Doppelkeulenumlauf 36 Impulsfolgen und alle 10,28 Grad 35 Impulsfolgen). Im Nord-Bezugspunkt fallen beide Impulse zusammen. Der Abstand zwischen den 36er und 35er Impulsen wird mit fortwährender Umdrehung des Doppelkeulensignals größer. Das Gerät im Luftfahrzeug misst das Minimum zw. beiden Keulensignalen als Überstreichungszeitpunkt (Das Minimum ist mit höherer Genauigkeit als das Maximum bestimmbar). Durch Zählen der 36er-Impulse, also alle 10 Grad, wird ermittelt, in welchem Abschnitt der Azimut liegt, ein Feinzähler misst die Zeit zw. Doppelkeulenminimum und letztem 36er-Impuls (bei Nord und Süd, also 0 Grad und 180 Grad, wird neu abgeglichen). Aus beiden Zählermessungen wird der Azimutwinkel theoretisch mit einer Genauigkeit von 0,02 Grad ermittelt. Die Messgenauigkeit ergibt sich aus der verwendeten Frequenz des Feinzählers. Praktisch ist die Anzeigegenauigkeit durch die Verarbeitung in der nachfolgenden Elektronik und durch das Anzeigegerät begrenzt. Man geht hier von 0,2 Grad aus. Somit ist das RSBN-System exakter als VOR/DME (Drehfunkfeuer).

## Funktionsprinzip der Entfernungsmessung
Im Wesentlichen wie DME funktioniert die Entfernungsmessung (Abfragestrahl 30 Hz, Rückantwortimpuls 300 Hz), aber mit einer zusätzlichen Abfragerichtungsinformation. Eine Morsekennung der Station kann zugeschaltet werden.
Funktionsprinzip ist ein Sekundärradar. Ein vom Boden ausgesandter Impuls wird vom Luftfahrzeug aktiv beantwortet, die Laufzeit wird am Boden gemessen und daraus die Entfernung bestimmt. Sowohl die Boden- als auch die luftfahrzeuggebundenen Stationen verfügen über ein eigenes Abfragegerät und einen Antwortsender, so dass von beiden Stationen aus jeweils unabhängig die Entfernung zur jeweils anderen bestimmt werden kann.

## Zugehörige Geräte und Anzeigen im Cockpit
Die jeweilige RSBN-Station wird mit einem Kanalwähler (bis Kanal 88, einige Ausführungen bis Kanal 40, neuere Systeme bis Kanal 176) angewählt (116 MHz bis 117,95 MHz / 770 bis 1000 MHz).
Nachstehende Auswahl typischer Geräte bzw. Anzeigemodis erlauben umfangreiche Positions-, Entfernungs- und Richtungsbestimmungen:
Die Peil-Richtung und Abweichung werden generell auf einen auf RSBN umgeschalteten HSI-Kompass (Horizontal Situation Indicator) und VOR-Anzeiger sowie einigen zusätzlichen Geräten dargestellt. Dazu gibt es RSBN-spezifische Anzeigegeräte und deren Betriebsarten:
- "azimuth to" und "azimuth from" Radial zur/von der RSBN-Station
- "left orbit" Distanz gegen Uhrzeigerrichtung rechts von Station (Station ist links vom Flugzeug)
- "right orbit" Distanz in Uhrzeigerrichtung links von Station (Station ist rechts vom Flugzeug)
- "SRP" Überfliegen eines Punktes innerhalb des Bereiches der RSBN-Station mit Definition des "target angle" (Winkel zum Ziel) und der "target distance" (Entfernung zum Ziel). Dazu wird der "ZPU" "virtual course angle" durch die Station bestimmt. (Wenn target angle = ZPU ist, dann fliegt das Flugzeug weg von der RSBN-Station, ist er = ZPU + oder - 180 Grad, fliegt es zur RSBN-Station)
- "KPPM" Gerät zur vertikalen und horizontalen Führung für RSBN, wie auch für VOR und ILS
- "PPDA" rechtweisende Peilung und Distanz relativ zur RSBN-Station. Wenn die Peilung = Azimut und die Distanz = orbit, dann ist das Ziel erreicht.

## Anwendungsbereich im Kontext zu anderen Navigationssystemen in Cockpit
Das RSBN-System dient nicht zur automatischen navigatorischen Flugführung des Flugzeuges im russischen Luftraum, sondern zur Positionsbestimmung und ist diesbezüglich in der Anwendung mit VOR/DME vergleichbar. Neben klassischem Kreiselkompass und Magnetkompass war es anfangs häufig die einzige Navigationsanlage zur Standorts- und Entfernungsbestimmung in frühen russischen Flugzeugen (und RSBN gibt es nur im russischen bzw. ex-sowjetischen Luftraum). Es wurde dann durch weitere Systeme ergänzt.
In russischen Flugzeugen wird, neben moderneren Navigationssystemen (INS-Trägheitsnavigation, Navigationsrechner NV-PB oder NVU, bzw. den Satellitennavigationsanlagen GPS oder GLONASS) und dem klassischen VOR/DME, ILS, MLS, sowie NDB-ADF noch das Doppler-Radar Equipment "DISS" verwendet (z. B. als autonomes Navigationssystem NAS-1, NVU oder NV-PB1). NV-PB1 und NVU können RSBN zur Fehlerkorrektur nutzen. Im Gegensatz zu INS, welches versucht, alle Beschleunigungen des Luftfahrzeugs zu summieren und daraus den Bewegungszustand und damit die Position zu ermitteln, bestimmt DISS mittels Doppler-Radar die Bewegung über dem Boden (umschaltbar über See), daraus wird der Windeinfluss ermittelt und kompensiert, so der Kurs korrigiert. Während die HDG-Einstellung westlicher Flugzeuge die Richtung der Flugzeugnase bestimmt, fliegt eine Maschine mit DISS den tatsächlich einstellten Kurs.
So ist z. B. die Iljuschin IL-62 sowohl mit NV-PB1 und Dopplerradar, als auch RSBN, klassischen NDB-ADF und VOR/DME, als Langstreckennavigation vorerst LORAN und OMEGA, später auch mit INS und zugehörigem Navigationsrechner sowie inzwischen mit zusätzlichen Satellitennavigationssystemen ausgestattet.